# Monti Zeravshan
I monti Zeravshan (in tagico Қаторкуҳи Зарафшон; in uzbeco Zarafshon tizmasi; in russo Зеравшанский хребет, Zeravšanskij chrebet) sono una catena montuosa di Tagikistan e Uzbekistan, e costituiscono una parte del sistema Gissar-Alaj. 
Si estendono per più di 370 km da est a ovest paralleli ai monti Turkistan, tra la valle dello Zeravshan a nord e le valli dello Yaghnob e dell'Iskander Darya a sud. La catena viene suddivisa in quattro parti dai fiumi Fan Darya, Kshtut e Magian Darya. I monti Fan sono la parte più elevata degli Zeravshan e li collegano agli Hisor. Molte vette superano i 5000 m; la più alta di tutte, il Chimtarga, raggiunge i 5489 m. 
Le vallate dei monti Zeravshan sono semiaride, con estati calde e secche e la maggior parte delle precipitazioni che cadono durante l'inverno. Le precipitazioni sono maggiori a quote più elevate, in particolare sotto forma di neve. La vegetazione varia dalle basse boscaglie e praterie delle altudini inferiori ai prati alpini attorno ai 3500 m di quota.